# Fumigadora

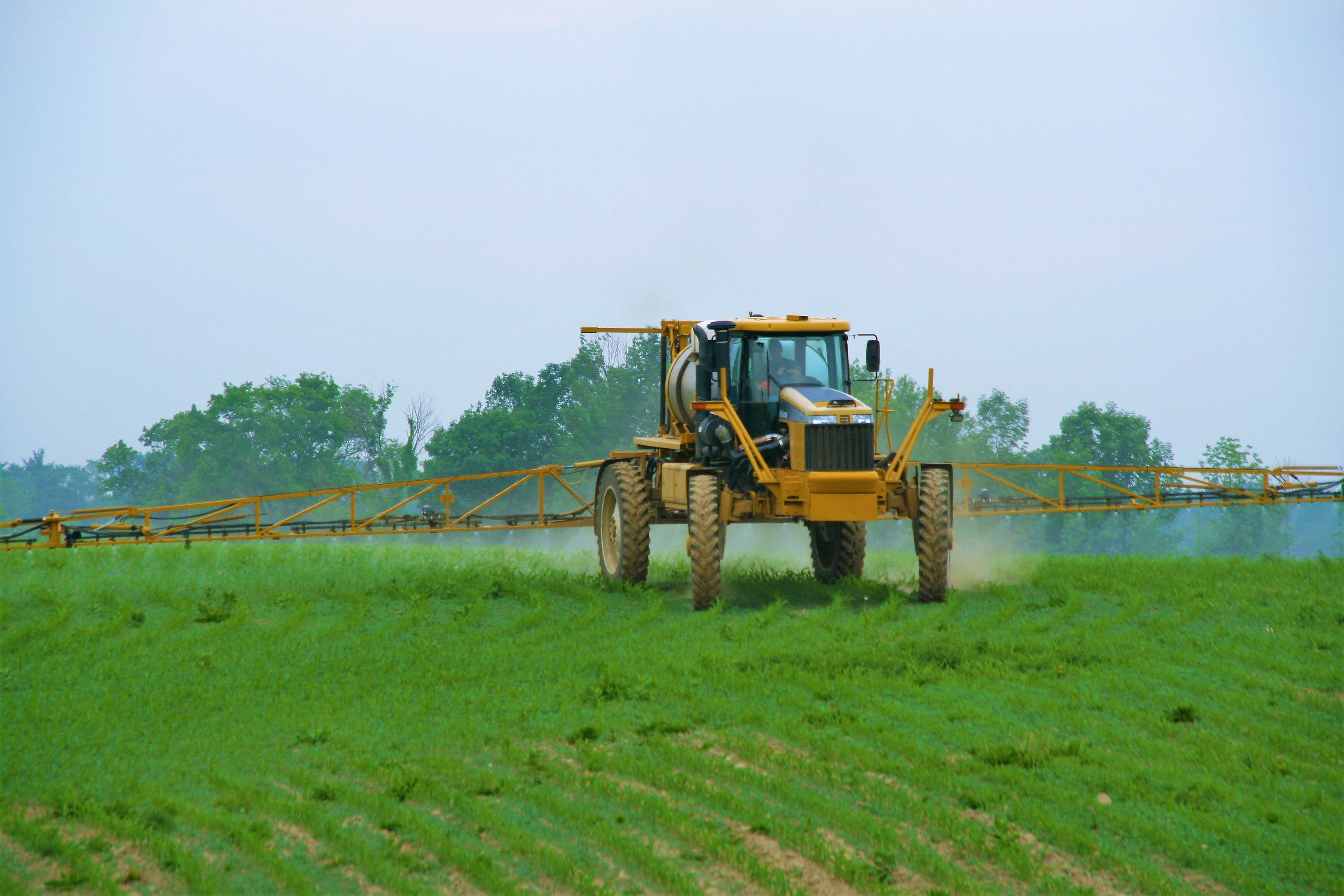
Una fumigadora

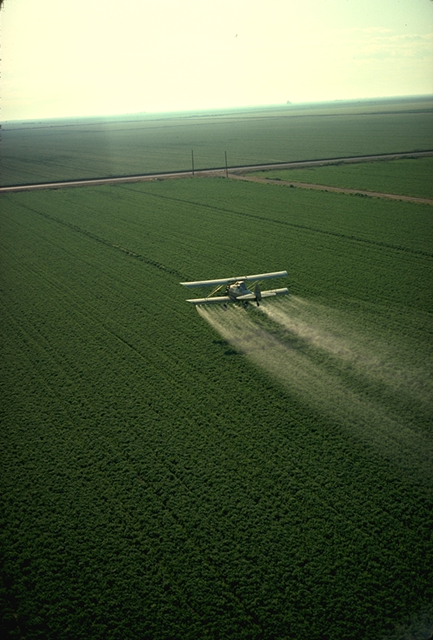
Una avioneta, al fumigar un cultivo

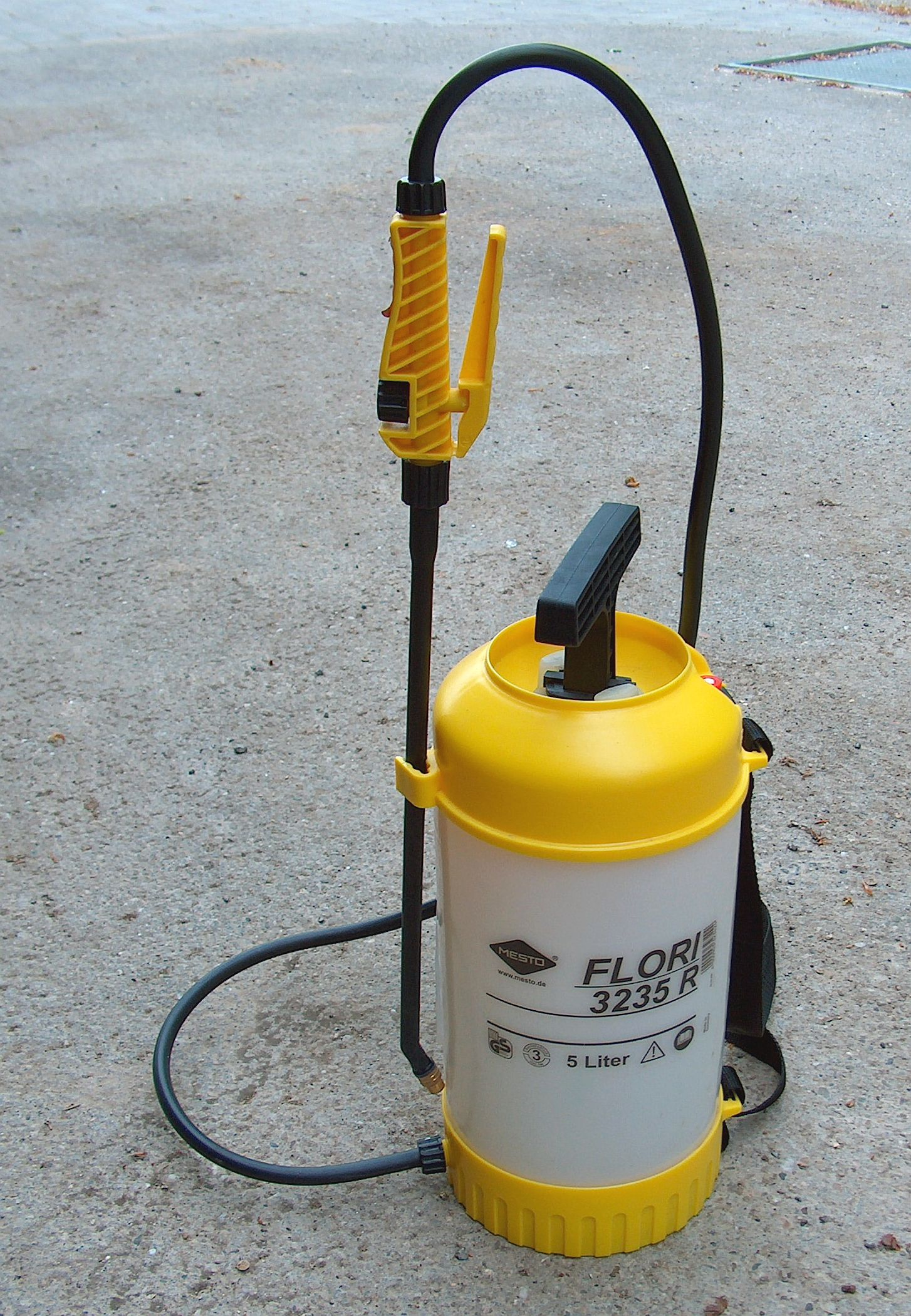
Mochila fumigadora

Una fumigadora o pulverizadora es una máquina agrícola encargada de fumigar zonas de terreno para proteger un cultivo o un terreno de agentes nocivos para el mismo. La tarea de fumigar consiste en esparcir un compuesto que puede ser natural como el agua o químico como herbicidas o plaguicidas, expulsándolo mezclado con aire en forma de gotas muy finas con una aplicación fitosanitaria.
El compuesto puede ser de diversos tipos, según su destino, su acción específica, la forma de presentación, la composición química o el grado de peligrosidad. La acción de fumigar se puede hacer a pie (por medio de mochila fumigadora), con tractor o con aviones pequeños o helicópteros.

## Tipos de pulverizadores

#### Por modo de funcionamiento
- De arrastre
- Autopropulsados
- Hidráulicos
- De mochila

#### Por tipo de producto expulsado
- Atomizadores
- Nebulizadores
- Vaporizador
- Espolvoreadores
- Centrífugos
- De chorro proyectado
- De chorro transportado